# Bože pravde
Bože pravde (serbisk kyrilliska: Боже правде), "Rättvisans gud", är Serbiens nationalsång. Den skrevs 1872 av Davorin Jenko (musik) och Jovan Đorđević (text), och var ursprungligen en del av teaterföreställningen Markus förkunnar kejsardömet (Марко казyје на коме је царство), och sången blev snart mycket populär.  
Bože pravde var tidigare nationalsång i Kungariket Serbien och Serbiska republiken. Idag (juni 2023) är Bože pravde nationalsång för republiken Serbien. 

## Text[1]
| Serbisk kyrilliska | Serbisk latinska | Svenska |
| --- | --- | --- |
| Боже правде, ти што спасе од пропасти досад нас, чуј и одсад наше гласе и од сад нам буди спас. Моћном руком води, брани будућности српске брод, Боже спаси, Боже храни, српске земље, српски род!       | Bože pravde, ti što spase od propasti dosad nas, čuj i odsad naše glase i od sad nam budi spas. Moćnom rukom vodi, brani budućnosti srpske brod, Bože spasi, Bože hrani, srpske zemlje, srpski rod!        | Gud av rättvisa, du som förut räddade oss ur våra bojor, Hör våra röster och bliv vår räddning även frän och med nu. Led och beskydda det serbiska skeppets framtid med din mäktiga hand, Gud beskydde, Gud bevare de serbiska länderna och Serbiens börd!         |
| Сложи српску браћу драгу на свак дичан славан рад, слога биће пораз врагу а најјачи српству град Нек на српској блиста грани братске слоге златан плод, Боже спаси, Боже храни српске земље, српски род! | Složi srpsku braću dragu na svak dičan slavan rad, sloga biće poraz vragu a najjači srpstvu grad. Nek na srpskoj blista grani bratske sloge zlatan plod, Bože spasi, Bože hrani srpske zemlje, srpski rod! | Förena de serbiska bröderna för vart stolt, ärofyllt arbete. Vår union skall bli djävulens förlust, och det starkaste serbiska fästet. Må broderskapets gyllne frukt lysa på den serbiska grenen. Gud beskydde, Gud bevare de serbiska länderna och Serbiens börd! |
| Нек на српско ведро чело твог не падне гнева гром Благослови Србу село поље, њиву, град и дом! Кад наступе борбе дани к' победи му води ход Боже спаси, Боже храни српске земље, српски род!             | Nek na srpsko vedro čelo tvog ne padne gneva grom Blagoslovi Srbu selo polje, njivu, grad i dom! Kad nastupe borbe dani k pobedi mu vodi hod Bože spasi, Bože hrani srpske zemlje, srpski rod!             | Låt din vredes blixtar ej falla på den skinande serbiska pannan. Välsigna den serbiska byn, fältet, ängen, staden och hemmet. När stridens dagar kommer, led oss då till seger. Gud beskydde, Gud bevare de serbiska länderna och Serbiens börd!                   |
| Из мрачнога сину гроба српске славе нови сјај настало је ново доба Нову срећу, Боже дај! Отаџбину српску брани пет вековне борбе плод Боже спаси, Боже брани моли ти се српски род!                      | Iz mračnoga sinu groba srpske slave novi sjaj nastalo je novo doba Novu sreću, Bože daj! Otadžbinu srpsku brani pet vekovne borbe plod Bože spasi, Bože brani moli ti se srpski rod!                       | Från sonens mörka grav skiner den serbiska äran på nytt. En ny tid är kommen, giv oss ny lycka, Gud! Försvara det serbiska fäderneslandet, frukten av fem seklers strider. Gud beskydde, Gud försvare! Serbiens börd beder dig!                                    |

## Olika varianter
Sången hade ursprungligen en något annorlunda refräng (refrängen sjunges i allmänhet två gånger), nämligen: Боже спаси, Боже храни cрпског краља, српски род! vilket betyder: Gud beskydde, Gud bevare den serbiske kungen och Serbiens börd; detta har dock blivit ändrat till den nuvarande texten då det moderna Serbien är en republik. Även andra varianter på refrängen har förekommit; bland annat Боже спаси, Боже храни српски народ, српски род! som avser det serbiska folket eller den serbiska nationen.
Det finns även olika versioner av slutrefrängen, varav Моли ти се сав наш род! vilket betyder ’all vår börd tillbeder dig’ istället för det officiella ’Serbiens börd tillbeder dig’ lär vara en av de mest förekommande. 
En variant då refrängens syntax ändras andra gången existerar också, främst i den äldre varianten, med följande resultat: Боже спаси, Боже храни српског краља, српски род! Српског краља Боже храни, моли ти се српски род!
Prins Milan av Serbien hade en egen refräng: Кнез Милана Боже спаси, “Gud bevare prins Milan”. Kungarna Peter (Petar) och Alexander ändrade även de på sången och lät inkludera sina namn.
Ordet “fädernesland” i sista versen var ursprungligen “kungarike”.
Nationalsången har fyra officiella verser, dock sjunges oftast bara de två första vid framträdanden, nationaldagsfirande, idrottsevenemang och dylikt.
En extra vers, som påstås ha tillhört originalvarianten men inte finns med i den nuvarande sången, handlar om att ’ett långt lidande må ta slut’, ’friheten må bära frukt’, att det må ’ljusna för serberna’ och att deras söner må ’skåda bättre tider.’